# Mylothris humbloti
Mylothris humbloti är en fjärilsart som först beskrevs av Charles Oberthür 1888.  Mylothris humbloti ingår i släktet Mylothris och familjen vitfjärilar. Inga underarter finns listade i Catalogue of Life.